# Edeka Nordbayern-Sachsen-Thüringen
Edeka Nordbayern-Sachsen-Thüringen (nachfolgend Edeka NST) mit Sitz in Rottendorf ist eine von sieben regionalen Edeka-Unternehmensgruppen des genossenschaftlich organisierten Edeka-Verbunds (Eigenschreibweise: EDEKA; Abkürzung für historisch „Einkaufsgenossenschaft deutscher Kolonialwaren- und Lebensmittel-Einzelhändler“) im deutschen Lebensmitteleinzelhandel.
Edeka NST und die an die Genossenschaft angeschlossenen Kaufleute betreiben Märkte unterschiedlicher Größe in Franken, der Oberpfalz, Sachsen, Thüringen und dem nördlichen Baden-Württemberg. Die Edeka Nordbayern-Sachsen-Thüringen agiert als Großhandlung und Konzeptgeberin. Sie versorgt die angeschlossenen Kaufleute mit Lebensmitteln über einen eigenen Logistikzweig im Geschäftsgebiet. Tochterunternehmen übernehmen Warenproduktionen und Dienstleistungen sowie den Betrieb regiebetriebener Einzelhandelsmärkte.

## Unternehmensstruktur
Die Edeka Nordbayern-Sachsen-Thüringen betreut eine Verkaufsfläche von 998.795 Quadratmetern. Im Konzern und bei den angeschlossenen Kaufleuten sind rund 47.500 Mitarbeitende und 1.204 Auszubildende beschäftigt. Sie zählt 412 Genossenschaftsmitglieder (Stand: 31. Dezember 2024). Gemeinsam mit den selbstständigen Edeka-Einzelhändlern erzielte sie im Jahr 2024 einen Verbundumsatz von 5,35 Milliarden Euro und ist im Absatzgebiet mit einem FMCG-Marktanteil von rund 20 Prozent der Marktführer.
Die Edeka-Region betreut 842 Einzelhandelsmärkte der Marken „EDEKA“, „E center“, „Marktkauf“, „diska“ und „nah & gut“. Mehr als 100 Märkte werden in Eigenregie betrieben. Die Marktkaufhäuser sind in einzelnen GmbH geordnet, die EDEKA- und diska-Märkte finden ihre wirtschaftliche Verankerung in den Tochtergesellschaften Neukauf Verbrauchermarkt GmbH und SB Handelsgesellschaft Nordbayern-Sachsen-Thüringen mbH.
Die EDEKA Frische-Manufaktur NST GmbH (vorher Franken-Gut Fleischwaren GmbH), ein Tochterunternehmen der EDEKA Nordbayern-Sachsen-Thüringen GmbH, stellt Fleisch- und Wurstwaren her. An der EDEKA Foodservice Stiftung & Co. KG, die das Großverbraucher- und Gastronomiegeschäft tätigt, hält die Edeka-Region einen Anteil von 20 Prozent. 
Ein Kopf aus drei geschäftsführenden Vorständen mit Sebastian Kohrmann als Vorstandssprecher leitet die Geschäfte der Edeka-Region. Er ist zudem Mitglied des Verwaltungsrats der Edeka-Zentrale. Aufsichtsratsvorsitzender ist seit 2016 der Edeka-Kaufmann und Inhaber mehrerer Edeka-Märkte, Stefan Legat. Er ist zudem der stellvertretende Kuratoriumsvorsitzende der Edeka-Zentrale.

## Geschichte

### Die Gründung von Edeka-Genossenschaften in Bayern (1912–1968)
Als erste im heutigen Absatzgebiet gegründete Genossenschaft gilt die spätere EDEKA Würzburg-Bad Neustadt eG, mit Sitz in Rottendorf, die 1912 gegründet wurde. 1916 folgte die EDEKA – Großhandel eGmbH aus Schweinfurt (Statut vom 3. November 1916). Zwei weitere Genossenschaft, die späteren EDEKA Marktredwitz eGmbH mit Sitz in Marktredwitz (Statut vom 11. Mai 1919) und die EDEKA Ansbach-Nördlingen eGmbH mit Sitz in Sachsen bei Ansbach (Statut vom 21. August 1919) wurden drei Jahre später gegründet.

### Die Fusionen beginnen (1969–1999)
Eine der ersten Fusionen war im November 1969 die Verschmelzung der Edeka-Großhandel Amberg/Opf. eGmbH aus Amberg auf die nun EDEKA Marktredwitz-Amberg eGmbH firmierende Genossenschaft. Im Dezember 1969 kam es zur Verschmelzung der Edeka Großhandel Rhön eGmbH, mit Sitz in Bad Neustadt an der Saale und der Edeka Würzburg-Neustadt eGmbH. Im Dezember 1975 wurde aus der Edeka Ansbach-Nördlingen eGmbH die EDEKA Mittelfranken eGmbH, die wiederum im März 1976 die Edeka Nürnberg eG (Nürnberg; erstes Statut vom 14. August 1903) übernahm. Im Juli 1976 wurde die aus Tauberbischofsheim stammende Edeka-Großhandel e.G. Tauberbischofsheim von der ab nun an EDEKA Würzburg eG genannte Genossenschaft übernommen. Zwei Jahre später, im Juli 1978 verschmolz die EDEKA-Großhandel eG aus Bamberg auf die seit Mai 1973 genannten und in Gochsheim ansässigen Genossenschaft, die EDEKA Schweinfurt eG. Im November 1979 fusionierten die EDEKA Mittelfranken eG und die EDEKA Würzburg eG, die EDEKA Würzburg ging dabei in der EDEKA Mittelfranken auf, die fortan EDEKA Würzburg-Nürnberg eG hieß. Die Genossenschaft übernahm im Juni 1980 mit der Edeka-Großhandel eG Rothenburg ob der Tauber (erstes Statut vom 26. Januar 1911) aus der gleichnamigen Stadt und im November 1988 mit der EDEKA Schweinfurt eG, weitere Genossenschaften. Mit der Fusion der Schweinfurter und der Würzburger Edeka-Genossenschaften wurde der Standort zurück nach Rottendorf verlegt und die Genossenschaft in EDEKA Nordbayern eG umfirmiert. Nach der Übernahme der Edeka Bayreuth eG (Bayreuth) im Juli 1983 firmierte auch die EDEKA Marktredwitz-Amberg eGmbH um und hieß fortan EDEKA Marktredwitz eG.
Nach der Wende wurde 1990 die SB-Handelsgesellschaft mbH, mit Sitz in Chemnitz, gegründet. In den Jahren 1995/1996 übernimmt die Edeka Nordbayern die Kondi Discount Warenhandelsgesellschaft mbH, mit Sitz in Spickendorf, die zum damaligen Zeitpunkt 53 Filialen betrieb. 1998 folgen die Supermärkte der AVA AG, einschließlich der zur Tochtergesellschaft Bayerische Warenhandelsgesellschaft der Verbraucher AG, kurz BVA, gehörenden Super- und Verbrauchermärkte.

### Die heutige Genossenschaft und Regionalgesellschaft entstehen (2000–)

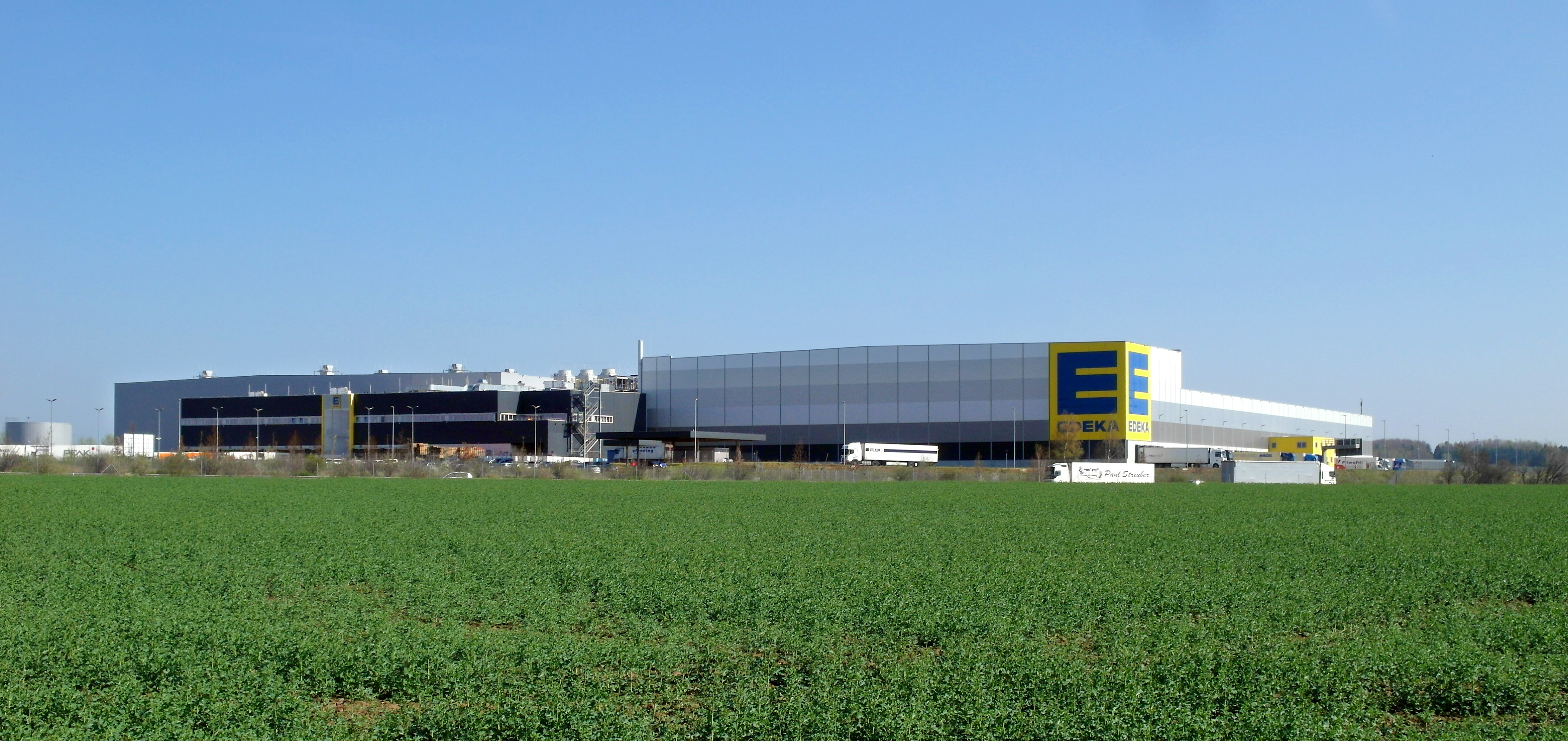
Das Zentrallager in Berbersdorf, April 2018

Im Juni 2000 erfolgte die Umfirmierung der EDEKA Nordbayern eG auf EDEKA Nordbayern-Sachsen-Thüringen eG, auf die im November 2003 die EDEKA Marktredwitz eG verschmolz. Bereits im Juli 2001 fusionierten die beiden Handelsgesellschaften zur Edeka Nordbayern-Sachsen-Thüringen. Die im eigenen Absatzgebiet befindlichen Marktkauf-Häuser der ehemaligen AVA AG wurden ab 2007 vom Edeka-Verbund bzw. der AVA AG an die Regionalgesellschaften abgegeben. 2008 wurde die Regionalgesellschaft in eine Stiftung/Holding umgewandelt, zeitgleich wurde die DeutschlandCard als Kundenkarte eingeführt. Sie ersetzte dabei die eigene Kundenkarte der Edeka, die EDECARD. Ein Jahr später wurden 25 Marktkauf-GmbHs gegründet, in denen die Häuser überführt werden. Durch die Zerschlagung von Real wurden auch von der Edeka Nordbayern-Sachsen-Thüringen Standorte übernommen. Anders als die anderen Regionalgesellschaften werden die Häuser jedoch direkt privatisiert und ausschließlich auf EDEKA center umgeflaggt. Im gleichen Jahr wurden die Spatenstiche beim Neubau des Logistikzentrums in Marktredwitz und eines Erweiterungsbaus in Berbersdorf gefeiert. Im gleichen Jahr wurde das Hochregallager in Gochsheim eingeweiht.

## Fusionen
| 1968                           | 1969                           | 1974                           | 1975                                         | 1976                           | 1977                           | 1978                           | 1979                           | 1980                      | 1981                      | 1982                      | 1983                    | 1987                    | 1988               | 1999               | 2000                               | 2002                               | 2003                               |
| ------------------------------ | ------------------------------ | ------------------------------ | -------------------------------------------- | ------------------------------ | ------------------------------ | ------------------------------ | ------------------------------ | ------------------------- | ------------------------- | ------------------------- | ----------------------- | ----------------------- | ------------------ | ------------------ | ---------------------------------- | ---------------------------------- | ---------------------------------- |
| Edeka Bayreuth a               | Edeka Bayreuth a               | Edeka Bayreuth a               | Edeka Bayreuth a                             | Edeka Bayreuth a               | Edeka Bayreuth a               | Edeka Bayreuth a               | Edeka Bayreuth a               | Edeka Bayreuth a          | Edeka Bayreuth a          | Edeka Bayreuth a          | Edeka Marktredwitz      | Edeka Marktredwitz      | Edeka Marktredwitz | Edeka Marktredwitz | Edeka Marktredwitz                 | Edeka Marktredwitz                 | Edeka Nordbayern-Sachsen-Thüringen |
| Edeka Amberg a                 | Edeka Marktredwitz-Amberg      | Edeka Marktredwitz-Amberg      | Edeka Marktredwitz-Amberg                    | Edeka Marktredwitz-Amberg      | Edeka Marktredwitz-Amberg      | Edeka Marktredwitz-Amberg      | Edeka Marktredwitz-Amberg      | Edeka Marktredwitz-Amberg | Edeka Marktredwitz-Amberg | Edeka Marktredwitz-Amberg | Edeka Marktredwitz      | Edeka Marktredwitz      | Edeka Marktredwitz | Edeka Marktredwitz | Edeka Marktredwitz                 | Edeka Marktredwitz                 | Edeka Nordbayern-Sachsen-Thüringen |
| Edeka Bamberg a                | Edeka Bamberg a                | Edeka Bamberg a                | Edeka Bamberg a                              | Edeka Bamberg a                | Edeka Bamberg a                | Edeka Schweinfurt              | Edeka Schweinfurt              | Edeka Schweinfurt         | Edeka Schweinfurt         | Edeka Schweinfurt         | Edeka Schweinfurt       | Edeka Schweinfurt       | Edeka Nordbayern   | Edeka Nordbayern   | Edeka Nordbayern-Sachsen-Thüringen | Edeka Nordbayern-Sachsen-Thüringen | Edeka Nordbayern-Sachsen-Thüringen |
| Edeka Schweinfurt              |                                |                                |                                              |                                |                                | Edeka Schweinfurt              | Edeka Schweinfurt              | Edeka Schweinfurt         | Edeka Schweinfurt         | Edeka Schweinfurt         | Edeka Schweinfurt       | Edeka Schweinfurt       | Edeka Nordbayern   | Edeka Nordbayern   | Edeka Nordbayern-Sachsen-Thüringen | Edeka Nordbayern-Sachsen-Thüringen | Edeka Nordbayern-Sachsen-Thüringen |
| Edeka Rothenburg ob der Tauber | Edeka Rothenburg ob der Tauber | Edeka Rothenburg ob der Tauber | Edeka Rothenburg ob der Tauber               | Edeka Rothenburg ob der Tauber | Edeka Rothenburg ob der Tauber | Edeka Rothenburg ob der Tauber | Edeka Rothenburg ob der Tauber | Edeka Würzburg-Nürnberg   | Edeka Würzburg-Nürnberg   | Edeka Würzburg-Nürnberg   | Edeka Würzburg-Nürnberg | Edeka Würzburg-Nürnberg | Edeka Nordbayern   | Edeka Nordbayern   | Edeka Nordbayern-Sachsen-Thüringen | Edeka Nordbayern-Sachsen-Thüringen | Edeka Nordbayern-Sachsen-Thüringen |
| Edeka Ansbach-Nördlingen       | Edeka Ansbach-Nördlingen       | Edeka Ansbach-Nördlingen       | Edeka Ansbach-Nördlingen/Edeka Mittelfranken | Edeka Mittelfranken            | Edeka Mittelfranken            | Edeka Mittelfranken            | Edeka Würzburg-Nürnberg        | Edeka Würzburg-Nürnberg   | Edeka Würzburg-Nürnberg   | Edeka Würzburg-Nürnberg   | Edeka Würzburg-Nürnberg | Edeka Würzburg-Nürnberg | Edeka Nordbayern   | Edeka Nordbayern   | Edeka Nordbayern-Sachsen-Thüringen | Edeka Nordbayern-Sachsen-Thüringen | Edeka Nordbayern-Sachsen-Thüringen |
| Edeka Tauberbischofsheim a     | Edeka Tauberbischofsheim a     | Edeka Tauberbischofsheim a     | Edeka Tauberbischofsheim a                   | Edeka Würzburg                 | Edeka Würzburg                 | Edeka Würzburg                 | Edeka Würzburg-Nürnberg        | Edeka Würzburg-Nürnberg   | Edeka Würzburg-Nürnberg   | Edeka Würzburg-Nürnberg   | Edeka Würzburg-Nürnberg | Edeka Würzburg-Nürnberg | Edeka Nordbayern   | Edeka Nordbayern   | Edeka Nordbayern-Sachsen-Thüringen | Edeka Nordbayern-Sachsen-Thüringen | Edeka Nordbayern-Sachsen-Thüringen |
| Edeka Rhön a                   | Edeka Würzburg-Neustadt        | Edeka Würzburg-Neustadt        | Edeka Würzburg-Neustadt                      | Edeka Würzburg                 | Edeka Würzburg                 | Edeka Würzburg                 | Edeka Würzburg-Nürnberg        | Edeka Würzburg-Nürnberg   | Edeka Würzburg-Nürnberg   | Edeka Würzburg-Nürnberg   | Edeka Würzburg-Nürnberg | Edeka Würzburg-Nürnberg | Edeka Nordbayern   | Edeka Nordbayern   | Edeka Nordbayern-Sachsen-Thüringen | Edeka Nordbayern-Sachsen-Thüringen | Edeka Nordbayern-Sachsen-Thüringen |
| Edeka Würzburg                 | Edeka Würzburg-Neustadt        | Edeka Würzburg-Neustadt        | Edeka Würzburg-Neustadt                      | Edeka Würzburg                 | Edeka Würzburg                 | Edeka Würzburg                 | Edeka Würzburg-Nürnberg        | Edeka Würzburg-Nürnberg   | Edeka Würzburg-Nürnberg   | Edeka Würzburg-Nürnberg   | Edeka Würzburg-Nürnberg | Edeka Würzburg-Nürnberg | Edeka Nordbayern   | Edeka Nordbayern   | Edeka Nordbayern-Sachsen-Thüringen | Edeka Nordbayern-Sachsen-Thüringen | Edeka Nordbayern-Sachsen-Thüringen |

## Markttypen

### EDEKA
Kleinere Märkte bis 900 m² sowie Super- und Verbrauchermärkte mit einer Verkaufsfläche von 1000 m² bis 2500 m² werden in der Absatzregion unter der Flagge der Edeka-Vertriebslinie betrieben. Das Sortiment ist größtenteils im Lebensmittelsegment angesiedelt, wobei in kleineren Märkten auf große Bedientheken verzichtet wird.

### EDEKA center
Größere Verbrauchermärkte mit einer Verkaufsfläche von 2500 bis 4000 m² betreibt die Edeka Nordbayern-Sachsen-Thüringen als EDEKA center.

### Diska
Als weiteren Markttyp betreibt die Edeka Nordbayern-Sachsen-Thüringen das Nahversorgungs-Format Diska (Eigenschreibweise: diska). Das Sortiment umfasst dabei ca. 10.000 Artikel, die Verkaufsfläche beträgt im Schnitt ca. 800 m².

### nah & gut
Die meisten Nahversorger mit einer Verkaufsfläche von ca. 800 m² flaggen in der Absatzregion als nah & gut. Dabei ist die Edeka Nordbayern-Sachsen-Thüringen neben der Edeka Minden-Hannover und der Edeka Südwest eine der drei Regionalgesellschaften, die auf diesen Markttypen setzen.

### Marktkauf
Ab 4000 m² Verkaufsfläche werden Märkte und SB-Warenhäuser bei der Edeka Nordbayern-Sachsen-Thüringen als Marktkauf bezeichnet. Die Häuser umfassen ein Sortiment von ca. 50.000 Artikel, das auch große Non-Food-Segmente einschließt. Aktuell (Stand: 7. Januar 2023) bestehen 14 Marktkauf-Häuser in der Absatzregion.

### Logos

Logo von EDEKA
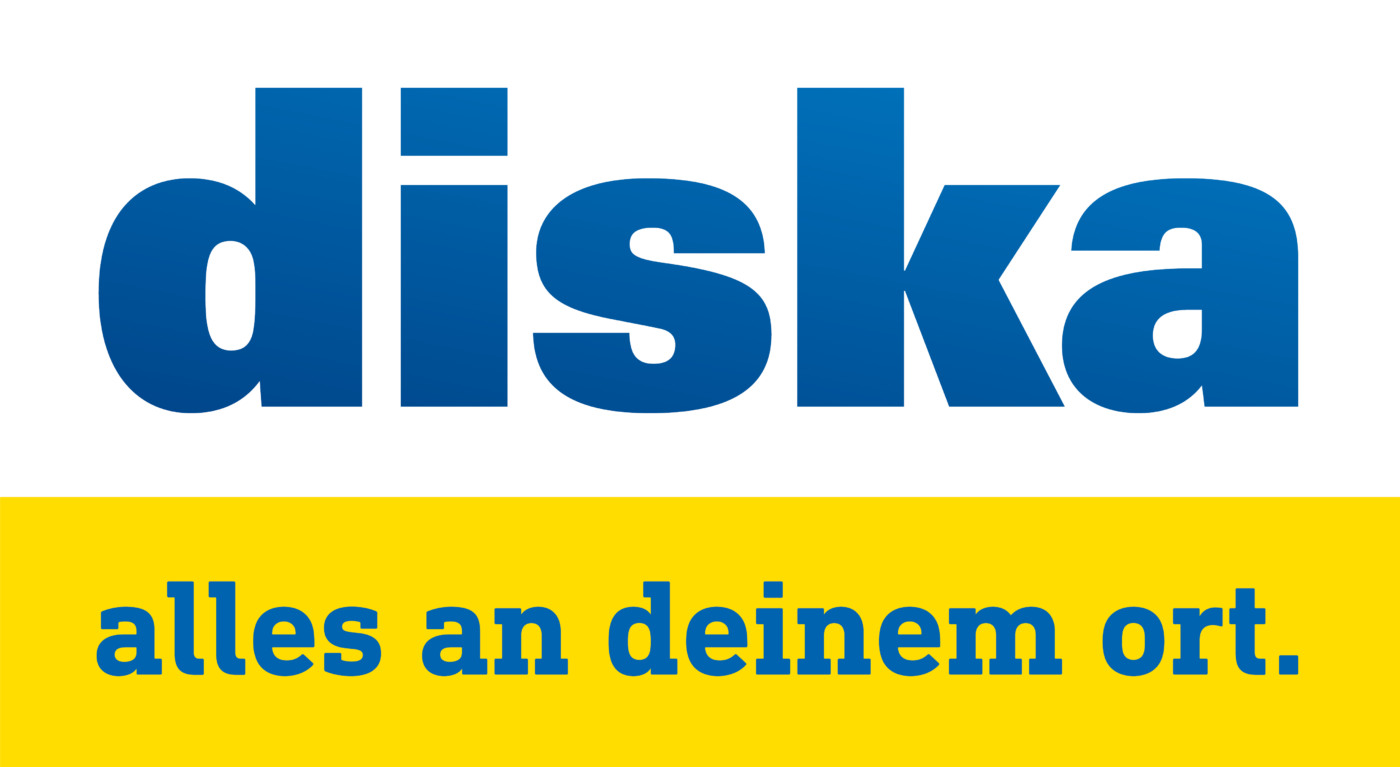
Logo von diska
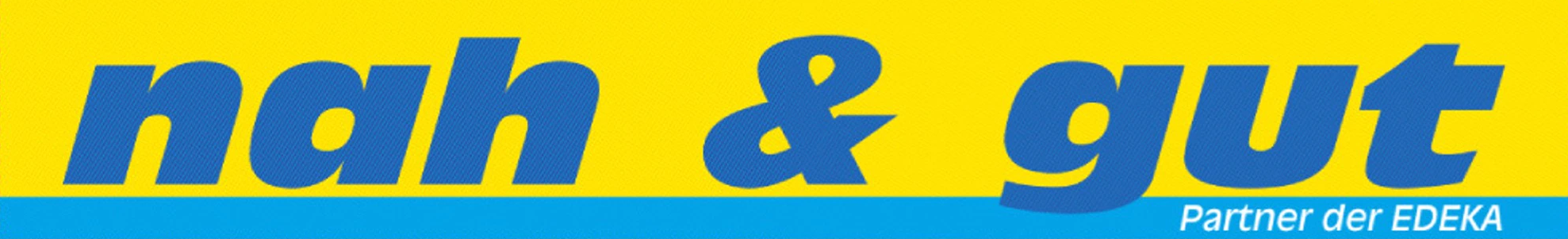
Logo von nah & gut
Logo von MARKTKAUF

## Ehemalige Vertriebslinien

### Comet
1998 übernimmt die Edeka Nordbayern-Sachsen-Thüringen von der AVA AG das Aktienpaket an der Bayerische Warenhandelsgesellschaft der Verbraucher, kurz BVA. Das Unternehmen mit Sitz in Nürnberg betrieb zu diesem Zeitpunkt mehrere Märkte unter dem Namen Comet, die vorerst weitergeführt werden. Die Märkte wurden dabei innerhalb der EDEKA neukauf-Vertriebslinie geführt, d. h. es handelte sich um Regiemärkte, die direkt von der Regionalgesellschaft betrieben wurden. Wann die Comet-Märkte auf Edeka-Markttypen umgeflaggt wurden, ist unklar.

### Kondi
Bis Mitte 2006 betrieb die Edeka Nordbayern-Sachsen-Thüringen eine eigene Discount-Tochter, die anderen Harddiscounter Paroli bieten sollte. Am 31. August 2006 wurde bekannt, dass das Discountgeschäft verkauft und zum größten Teil an die Edeka-Tochter Netto Marken-Discount abgegeben wird.

### Kupsch
Zum 1. März 2000 übernahm die Edeka Handelsgesellschaft Nordbayern-Sachsen-Thüringen mbH das bis dahin von den Nachkommen des Firmengründers geführte Unternehmen, alle zu diesem Zeitpunkt bestehenden 71 Filialen und die 1200 Mitarbeiter. In den nächsten Jahren wurden einzelne Standorte geschlossen oder auf andere Vertriebslinien der Edeka umgeflaggt. 2018 bestanden 44 Filialen. Am 18. Oktober 2021 gab die Edeka bekannt, die verbliebenen 18 Märkte ab Februar 2022 auf Edeka umzuflaggen. Mit der letzten Umflaggung Mitte November 2022 wird die Kette nicht mehr fortgeführt. Die letzten beiden Filialen befanden sich im Würzburger Frauenland. Die Umflaggung erfolgte nach Branchenmeldungen mit dem Einverständnis der Ladenbetreiber.

### SB-Halle
Unter dem Namen SB-Halle (Eigenschreibweise: SB-HALLE) betrieb die Edeka Nordbayern-Sachsen-Thüringen Verbrauchermärkte mit Discountausrichtung. Es wurden Lebensmittel- und Non-Food-Artikel angeboten, die Verkaufsfläche sollte mindestens ca. 800 m² betragen. Wann die Märkte auf Edeka-Markttypen umgeflaggt wurden, ist unklar.

## Cash & Carry-Großhandel

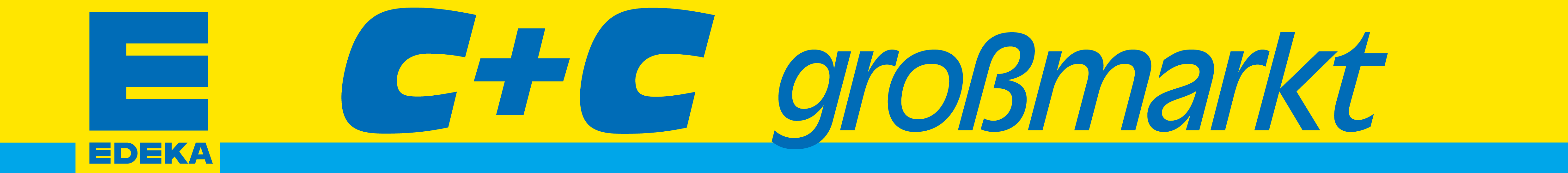
altes Logo der Sparte EDEKA C+C Großmarkt aus dem Jahr 2014

Im Zuge der Neustrukturierung wurde das Zustell- und Abholgeschäft der Edeka Nordbayern-Sachsen-Thüringen im Jahr 2018 an die Edeka Foodservice abgegeben. Zuvor betrieb die Regionalgesellschaft mehrere Standorte unter dem Namen EDEKA C+C Großmarkt.

## EDEKA Frische-Manufaktur
Einen Teil der angebotenen Frischwaren produziert die Edeka-Regionalgesellschaft mit dem Tochterunternehmen EDEKA Frische-Manufaktur NST GmbH. Das Unternehmen wurde 1975 unter dem Namen Franken-Gut Fleischwaren GmbH gegründet und hat seinen Sitz im unterfränkischen Rottendorf. Zum 1. Juli 2025 wurde die Franken-Gut Fleischwaren GmbH umbenannt in die EDEKA Frische-Manufaktur NST GmbH (HRB 3888, Würzburg). Sie ist ein Tochterunternehmen der EDEKA Nordbayern-Sachsen-Thüringen GmbH. 
Seit 2022 betreibt die Frische-Manufaktur ein Ultrafrische-Logistikzentrum in Striegistal für die Distribution der Bedienthekensortimente für die Märkte im östlichen Absatzgebiet. Die Bedientheken-Plattform wurde zuvor als Logistikstandort vom Unternehmen Landgard genutzt.
Parallel entstand In Hirschaid in einer Bauzeit von 2022 – 2025 die Frische-Manufaktur für das komplette Bedienthekensortiment. Die EDEKA Frische-Manufaktur hat am 12. März 2025 offiziell ihren Hochlaufbetrieb in Hirschaid aufgenommen. In dem 22.000 Quadratmeter großen Gebäude sind ein Logistikbereich sowie Produktion und Verwaltung untergebracht. Von hier aus werden über 800 Edeka-Märkte, vor allem in Franken, mit Frischeerzeugnissen beliefert.  Im Zuge des Neubaus der EDEKA Frische-Manufaktur in Hirschaid wurden im Laufe des Jahres 2025 die letzten bestehenden Produktionsbetriebe in Nürnberg, Rottendorf geschlossen und die Arbeitsplätze nach Hirschaid verlagert.